# 가나정
가나정(金町)은 도쿄부 미나미카쓰시카군에 설치되었던 정이다. 현재의 가쓰시카구에 해당한다.